# پیروزی اراده
پیروزی اراده (به آلمانی: Triumph des Willens) نام فیلمی پروپاگاندا ساخته فیلمساز آلمانی، لنی ریفنشتال دربارهٔ کنگره حزب نازی در سال ۱۹۳۴ در نورنبرگ می‌باشد.فیلم حاوی سخنرانی عده‌ای از سران حزب نازی از جمله آدولف هیتلر می‌باشد. پیروزی اراده در سال ۱۹۳۵ اکران شد و به زودی به عنوان برجسته‌ترین فیلم تبلیغاتی در دنیای سینما مطرح شد.

## هنر در برابر تبلیغ
این مسئله که فیلم پیروزی اراده، فیلمی هنری است یا تبلیغی یا خبری حائز اهمیت است. در پی فاصله گرفتن از سال‌های سیاه جنگ‌های جهانی و به دور از تعصبات سیاسی می‌توان هنر ناب فیلمسازی نوآور را در نماهای پیروزی اراده مشاهده کرد.

## داستان
فیلم در چهار روز روایت می‌شود.

### روزنخست
فیلم با نماهایی از ابرها بر فراز شهر آغاز می‌شود و سپس تصویر با گذر از میان ابرها بر فراز توده‌های مردمی که در آن پایین گردآمده‌اند شناور می‌ماند و بدینسان زیبایی و شکوه این صحنه را به نموداری می‌رساند. هواپیمای هیتلر بر پیکرهای کوچکی سایه می افکند که در آن پایین رژه می‌روند. در این هنگام موسیقی اپرای « بزرگ خنیاگران نورمبرگ» ساخته واگنر تصویر را همراهی می‌کند. این موسیقی سپس به آرامی جای خود را به سرود هورست وسل می‌دهد که به نام «پرچم‌های برافراشته» نیز شناخته می‌شود.پرچم‌های برافراشته سطر نخست این سرود است که از ۱۹۳۰ تا ۱۹۴۵ همچون سرود حزب نازی و از ۱۹۳۳ تا ۱۹۴۵ همچون سرود ملی آلمان به کار می‌رفت.شعر این سرود را هورست وسل در ۱۹۲۹ تصنیف کرد که کوشش گر نازی و فرمانده شبه نظامیان مسلح نازی، موسوم به اس ای، مستقر درمحله فردریش هاین برلین بود و در ژانویه ۱۹۳۰ به دست یک کوشش گر کمونیست ترور شد. هیتلر با رسیدن به فرودگاه نورمبرگ درمیان هلهله و شادمانی مردم ازهواپیما بیرون می‌آید.او سپس بر اتومبیل روباز به سوی نورنبرگ می‌رود و صفوف مردمی را پشت سرمی نهد که مشتاقانه چشم به راه او ایستاده‌اند.هیتلرآنگاه به هتلی می‌رسد که سپس جشنی شبانه در آن برپا می‌شود.

### روزدوم
روز دوم با مونتاژی از تصویر شرکت کنندگان آغاز می‌شود که آماده گشایش گردهم آیی حزب رایش اند و آنگاه تصاویری از افسران بلند پایه نازی می‌آید که به میدان لویتپولد می‌آیند.فیلم سپس به مراسم افتتاحیه برش می‌زند که درطی آن رودلف هس آغاز گردهمایی را اعلام می‌دارد.دوربین سپس به معرفی بسیاری ازسران حزب نازی می‌پردازد و گفتارهای افتتاحیه آن‌ها را نشان می‌دهد که از آن میان می‌توان به یوزف گوبلز، آلفرد روزنبرگ، هانس فرانک، فریتز تت، روبرت لای و یولیوس اشترایشر اشاره کرد.فیلم سپس به جشن یگان کارگری برش می‌زند که پیش ازهرچیز مجموعه تمرینات شبه نظامی سربازانی است که بیلچه‌هایی را حمل می‌کنند.دراینجا هیتلر همچنین نخستین گفتار خود دربارهٔ شایستگی و لیاقت‌های یگان کارگری را ایراد می‌کند وآنها را برای تلاش در بازسازی آلمان می ستاید.این روز با رژه مشعل به دستان اس آی یا لشکر توفان( به آلمانی: اشتورم آبتایلونگ) پایان می‌یابد.

### روز سوم
روز سوم با گردهمایی جوانان هیتلری ( به آلمانی:هیتلر یوگند) که یکی از سازمان‌های شبه نظامی حزب نازی بود در زمین رژه آغاز می‌شود. دوربین باردیگر سران بلندپایه نازی را که از راه می‌رسند و معرفی هیتلر از زبان بالدور ون شیراک، رهبر جوانان نازی را نشان می‌دهد. هیتلر سپس جوانان را خطاب قرار می‌دهد و با زبانی نظامی توضیح می‌دهد که آن‌ها چگونه می بایست خود را نیرومند و پر توان سازند و برای فداکاری آماده شوند. فیلم سپس نشان می‌دهد که همه برای مراسم سان دیدن آماده می‌شوند و سواره نظام ویرماخت (نیروهای مسلح نازی) و خودروهای مسلح نشان داده می‌شود.آن شب هیتلر در نور مشعل‌ها سخنرانی دیگری برای افسران دون پایه حزب ایراد می‌کند و نخستین سال به قدرت رسیدن نازی را گرامی می‌دارد و اعلام می‌کند که مردم و دولت کلیتی واحد اند و دولت به مردم دستور نمی‌دهد.

### روز چهارم
روز چهارم اوج فیلم است که به یادماندنی‌ترین تصاویر در این بخش دیده می‌شود.درحالی که نوار صدا تم‌هایی ازاپرای شامگاه خدایان اثر واگنر را اجرا می‌کند، هیتلر دوشادوش هاینریش هیملر و ویکتور لوتز درمسیری دراز و گسترده که دردو طرف آن بیش از صد وپنجاه هزار نیروی اس ای ( اشتورم آبتایلونگ) و اس اس ( شوتس اشتافل) با توجه عمیق ایستاده‌اند گام برمی دارد تا در جایگاه یادمانی نخستین جنگ جهانی تاج گل نهد.هیتلر سپس از سربازان اس آ( لشکر توفان) و اس اس ( اسکادران محافظتی) سان می بیند و در پی آن او و لوتز سخنرانی ایراد می‌کنند و دربارهٔ تصفیه سازمانی « ناخت درنانگن مسار» ( شب کاردهای برکشیده)اس ای در چند ماه پیش بحث می‌کنند.این اقدام از سوی ارنست روم، رهبر اس ای در فاصله سی ژوئن تا دوم ژوئیه ۱۹۳۴ صورت گرفت و موجب کشته شدن دست کم ۸۵ تن ازاعضای اس ای شد. اقدامی که هیتلر را رو در روی رئیس این سازمان شبه نظامی قرار داد.لوتز وفاداری اس ای به رژیم را مورد تأکید قرارمی‌دهد و هیتلرنیز اس ای را از هرنوع جنایت ارتکاب یافته به دست ارنست روم مبرا می‌دارد. سربازان با زدن پرچم‌های جدید حزب به «پرچم خونرنگ» آن‌ها را تبرک می‌کنند (همان پرچم پارچه‌ای که گفته می‌شود نازی‌های شکست خورده هنگام کودتای نافرجام « بیر هال پوچ» آن را حمل می‌کردند). پس ازاین، رژه نهایی دربرابر« فرانکیرش نورنبرگ» در پی می‌آید و هیتلر گفتار پایانی خود را ایراد می‌کند.او در این گفتار بر برتری حزب نازی درآلمان تأکید می ورزد و اعلام می‌کند که « همه آلمان‌های وفادار، ناسیونال سوسیالیست خواهد شد. تنها بهترین ناسیونال-سوسیالیست‌ها رفقای حزب اند!» سپس هس، گرد آمدگان را به سلام هیتلری «زایگ هایل» (سلام پیروزی) فرا می‌خواند و برگردهمایی حزب مهر پایان می‌زند.درحالی که تصویر به تیرگی می گراید فریاد توده‌های گرد آمده به گوش می‌رسد که یک صدا سرود پرچم‌های برافراشته را سرمی دهند.